# Arnaldo Agnelli
Arnaldo Agnelli (Somaglia, 18 febbraio 1875 – Roma, 2 marzo 1921) è stato un politico, avvocato e politologo italiano.

## Biografia
Nato nell'attuale provincia di Lodi, ancora fanciullo si trasferì con li padre a Gallarate, che divenne la sua seconda patria. Ben presto si distinse per le sue doti di intelletto e per avere diretto i suoi studi scientifici vero la materia economica e sociale. Si laureò in Giurisprudenza alla Regia Università di Pavia e presso la stessa fu libero docente di Economia politica dal 1911 al 1915. Aderì al Partito Radicale Italiano e venne eletto al Parlamento del Regno d'Italia nel 1913 e nel 1919.
Nel 1917, all'indomani della sconfitta di Caporetto, costituì La Patria riconoscente che fu l'avvio di quella che poi venne istituzionalizzata come l'Opera Nazionale Combattenti. Durante il primo conflitto mondiale appoggiò la costituzione della Legione Cecoslovacca che si distinse anche sul fronte italiano. Dalla fine della guerra si impegnò per la causa pacifista e per la concordia tra i popoli nella Società delle Nazioni.
Dal 1918 fu socio corrispondente dell'Istituto Lombardo Accademia di Scienze e Lettere. Sempre in quell'anno, dopo la morte del fondatore Ernesto Teodoro Moneta, diresse la rassegna La vita internazionale, alla quale collaborava già dal 1898. Collaborò inoltre con varie pubblicazioni dell'epoca tra le quali: Secolo, Nuova Antologia, Monitore dei Tribunali, Conferenze e prolusioni, Libertà economica.
Durante il primo governo Nitti fu chiamato a ricoprire l'incarico di Sottosegretario alla guerra dal 14 marzo 1920 al 21 maggio 1920 e ancora a seguire, nel secondo governo Nitti, dal 21 maggio 1920 al 15 giugno 1920. Successivamente divenne Sottosegretario al tesoro nel quinto governo Giolitti, dal 15 giugno 1920 fino alla sua morte improvvisa, avvenuta a Roma il 2 marzo 1921.
Fra le sue opere si ricordano il Commento alla legge sugli infortuni (Milano, 1905) che illustra e si propone di perfezionare una legislazione operaia; Problema economico della disoccupazione operaia (Milano, 1906) opera premiata con medaglia d'oro al Concorso Ortolenghi.

## Opere
Elenco non esaustivo:
- John Stuart Mill, La libertà, di Giovanni Stuart Mill, traduzione di Arnaldo Agnelli, Milano, Sonzogno, 1895.
- Libero scambio: esame critico degli argomenti pro e contro, Milano, Hoepli, 1897.
- Industriali, operai, legali: gli infortuni del lavoro, Milano, 1898.
- L'Economia politica nel secolo XIX, Milano, Poligrafica, 1900.
- Nozioni di Economia Politica, Milano, La Poligrafica, 1902.
- Commento alla legge sugli infortuni sul lavoro, Milano, Società editrice libraria, 1905.
- Il problema economico della disoccupazione operaia: cause e rimedi, Milano, Società editrice libraria, 1909.
- Lineamenti generali d'una legge sugl'infortuni nell'agricoltura, a cura dell'Ufficio del Lavoro, Roma, 1910.
- Il pensiero degli Economisti nel periodo del Risorgimento, Milano, Reggiani, 1912.
- Un viaggio di propaganda libero-scambista nel 1847: Cobden in Italia, Milano, Reggiani, 1912.
- Per un'assicurazione contro la disoccupazione involontaria, Roma, 1912.
- Dopo il Congresso, in Vita Internazionale, 5 ottobre 1912.
- Pacifismo e Aviazione, in Lega Aerea, ottobre 1912.
- La pace e l'avvenire delle Colonie, in Vita Internazionale, 20 novembre 1912.
- Il materialismo storico e il Risorgimento italiano, Milano, Stabilimento Tipografico Enrico Reggiani, 1913.
- titolo=Il fattore economico nella formazione dell'Unità italiana, Torino, Fratelli Bocca, 1913.
- Per la legislazione sociale, Roma, 1914.
- Pagine della vigilia (1914-1915), Milano, Studio Editoriale Lombardo, 1915.
- La crisi del dopo guerra (Le pagine dell'ora), Milano, Fratelli Treves, 1917.
- Gli czeco-slovacchi al fronte italiano (Le pagine dell'ora), Milano, Fratelli Treves, 1918.